# Trollius ranunculinus
Trollius ranunculinus är en ranunkelväxtart som först beskrevs av James Edward Smith, och fick sitt nu gällande namn av William Thomas Stearn. Trollius ranunculinus ingår i släktet smörbollssläktet, och familjen ranunkelväxter. Inga underarter finns listade i Catalogue of Life.